# Ded Rysel
Ded Rysel, de son vrai nom André Adrien Grandvalet, né le 14 mars 1903 à Bar-le-Duc et mort le 19 septembre 1975 à Paris 15e, est un chansonnier, parolier et acteur français. Il est surtout connu pour sa participation au feuilleton radiophonique à succès La Famille Duraton.

## Biographie
André Grandvallet passe son enfance et son adolescence à Épinal (Vosges) où sa mère tient un café. 
Il débute à Paris comme chansonnier dès la fin des années 1920 et poursuit cette activité durant toute sa vie.
À partir des années 1930, il exerce aussi à la radio. Il y incarne notamment le personnage de Jules Duraton dans le feuilleton radiophonique quotidien La Famille Duraton. Cette émission, dont il est l'un des créateurs, débute en 1936 sur Radio Cité ; elle connaît un très grand succès à partir de 1948 sur Radio Luxembourg et dure jusqu'en 1966. Elle fait l'objet de deux adaptations cinématographiques libres, en 1939 puis en 1956. Dans cette dernière, Ded Rysel participe aux dialogues en plus de jouer le rôle principal. Après la Libération de Paris, durant l'hiver 1944-1945, Ded Rysel campe, également à la radio, le rôle du Père Tavernier qui encourage les auditeurs à venir en aide aux plus démunis en tricotant des carrés de laine destinés à confectionner des couvertures.
Au cours des années 1950, il crée le personnage de Piédalu, paysan rusé et faussement naïf, qu'il interprète dans 6 films, courts ou longs métrages. Ded Rysel participe aussi au scénario et quelquefois aux dialogues aux côtés du réalisateur Jean Loubignac. La carrière cinématographique d'André Grandvalet compte aussi quelques films réalisés par André Berthomieu. Il avait épousé Germaine Roy (1908-1986).

## Filmographie
- 1938 : La Vie des artistes de Bernard Roland (apparition)
- 1949 : Le Coup du chapeau de Louis Merlin (court métrage)
- 1950 : L'Affaire Dugommier de Jean Loubignac (court métrage)
- 1950 : Piédalu au centre d'accueil de Jean Loubignac (court métrage)
- 1950 : Piédalu voyage de Jean Loubignac (court métrage)
- 1950 : Les Raisons de Piédalu de Jean Loubignac (court métrage)
- 1950 : Pluche et Ploche bureaucrates de Jean Loubignac (court métrage)
- 1951 : Piédalu à Paris de Jean Loubignac (aussi scénariste)
- 1952 : Piédalu fait des miracles de Jean Loubignac (aussi scénariste)
- 1953 : Piédalu député de Jean Loubignac (aussi scénariste)
- 1955 : Les Duraton d'André Berthomieu (aussi dialoguiste)
- 1956 : Bonjour jeunesse de Maurice Cam
- 1956 : Cinq millions comptant d'André Berthomieu
- 1956 : La Joyeuse Prison d'André Berthomieu

## Théâtre
- 1929 : Martini, le prince de l'humour, revue de Raymond Souplex et Ded Rysel, au Coucou[4].
- 1936 : Ho...Rions !, revue de Ded Rysel, Robert Rocca et Raymond Vincy, aux Deux Ânes[5].
- 1936 : 1936...Chandelles, revue de Ded Rysel et Raymond Vincy, aux Deux Ânes[6].
- 1944 : Au temps des rosses, revue de Ded Rysel et Raymond Souplex à la  Gaité-Montparnasse[7].
- Octobre 1950 : La Revue de l'Empire d'Albert Willemetz, Ded Rysel, André Roussin, musique Paul Bonneau, Maurice Yvain, Francis Lopez, Henri Bourtayre, mise en scène Maurice Lehmann et Léon Deutsch,  Théâtre de l'Empire